# Howard Alper
 (juillet 2023).
Si vous disposez d'ouvrages ou d'articles de référence ou si vous connaissez des sites web de qualité traitant du thème abordé ici, merci de compléter l'article en donnant les références utiles à sa vérifiabilité et en les liant à la section « Notes et références ».
Pour les articles homonymes, voir Alper.
Howard Alper est un chimiste et professeur canadien né en 1941 à Montréal.
Il a obtenu un baccalauréat en sciences de l'Université Sir George Williams en 1963 et un doctorat de l'Université McGill en 1967. 
Il enseigne à l'Université d'Ottawa. Il est reconnu pour ses recherches sur la chimie catalytique.
Il a été de 2001 à 2003 président de la Société royale du Canada.

## Honneurs
- 1984 - Fellow de la Société royale du Canada
- 1986 - Bourse Killam
- 1988 - Officier de l'Ordre du Canada
- 1996 - Prix Urgel-Archambault
- 2000 - Médaille Herzberg
- 2000 - Prix d'excellence du CRSNG
- 2010 - Docteur Honoris Causa de l'Université de Poitiers - France